# دور بر دقیقه
دور بر دقیقه (به انگلیسی: Revolutions per minute)، که به اختصار به‌صورت rpm, RPM، rev/min، r/min، یا r⋅min−1 نشان داده می‌شود، یکی از یکاهای اندازه‌گیری سرعت دورانی است. این یکا، بیان‌کنندهٔ تعداد دورهای چرخشی کاملی است که یک قطعه در مدت یک دقیقه به دور یک محور ثابت انجام می‌دهد. این یکا معمولاً برای بیان سرعت چرخش در ماشین‌های دوار مورد استفاده قرار می‌گیرد و معادل 1/60 هرتز است.

## سامانه استاندارد بین‌المللی یکاها
بر اساس سامانه استاندارد بین‌المللی یکاها (SI)، دور بر دقیقه یک یکای استاندارد نیست. چرا که دوران و چرخش یک مفهوم معنایی است نه یک یکا. در این سامانه، کمیت‌های بسامد و سرعت دورانی به‌ترتیب با f و ω یا Ω نشان داده شده و یکای آنها در سامانهٔ استاندارد یکاها، s−۱ یا هرتز برای بسامد و rad·s−۱ برای سرعت دورانی است.
در دینامیک، برای محاسبات سرعت دورانی و از نظر دیمانسیون، باید از یکای رادیان بر ثانیه برای سرعت دورانی استفاده شود و یکاهای دور بر دقیقه یا هرتز، همه باید به رادیان بر ثانیه تبدیل شوند. برای این کار کافیست (rpm) را در ۲π/60 ضرب کنیم.
هرچند که بعد هرتز و دور بر دقیقه یکسان است، این دو به کمیت‌های فیزیکی متفاوتی ارجاع داده می‌شوند. دور بر دقیقه از جنس سرعت زاویه‌ای بوده و با امگا نشان داده شده‌است و هرتز از جنس فرکانس که با f نشان داده شده‌است. نحوه ارتباط این دو کمیت به صورت زیر است:
{\displaystyle \omega =2\pi f\,,\qquad f={\frac {\omega }{2\pi }}\,.}